# عمر صب لبن
عمر بن محمد بن علي صُب لبن، أحد أبرز علماء أهل السنة والجماعة في فلسطين والأردن، ولد عام 1937 وتوفي عام 2011 في الأردن.

## مولده
ولد الشيخ عمر في بلدة خاراس من قضاء الخليل في فلسطين عام 1937، ونشأ في بيت علم، إذ يقول المؤرخون أن أجداده الثلاثين كلهم علماء مربّين، فجدّه التاسع هو محمد بن محمد بن شرف الدين الخليلي، والذي كان مدرساً في الأزهر ومفتي الشافعية في القدس، ولُقب بـ «عمدة العلماء الأعلام» في القدس. يرجع نسب الشيخ عمر إلى النبي محمد.

## حياته
نشأ عمر في حجر والده يتعلم منه العلوم الشرعية، حتى تعرّف في عام 1950 على الشيخ محمد هاشم البغدادي، فلزمه ولزم حلقات العلم والذكر حتى أخذ منه الإجازة بالطريقة القادرية الصوفية المنتسبة إلى الشيخ عبد القادر الجيلاني. سافر إلى مصر من عام 1976 إلى عام 1985، ودرس في الأزهر وهناك تعرّف على محمد متولي الشعراوي، فلزمه ما يزيد على 6 سنوات فتلقى منه مختلف العلوم الإسلامية، حتى صار من خاصّة طلابه. ومن الشيوخ الذين تلقى عنهم في مصر عبد الحميد كشك فلازمه فترة من الزمن. ومن شيوخه أيضاً علي السعو، ومحمد هاشم الراميني. وقد جمع في دراسته شيوخ من فلسطين ومصر.
سافر للدعوة إلى فلسطين والأردن ومصر والسعودية وغيرها من الدول، وقد حج أكثر من 4 مرات، واعتمر أكثر من 40 مرة.

## تلاميذه
- أبو ماهر القدومي.
- إبراهيم الخاروف.
- محمد سوسية.
- عبد الله ياسين الكردي.
- حسين البغدادي.
- عون القدومي.

## وفاته
توفي الشيخ عمر في مدينة عمان في الأردن، في 25 محرم سنة 1433 هـ الموافق 28 نوفمبر سنة 2011، ودُفن في مقبرة سحاب.